# Ramondie des Pyrénées
Ramonda myconi
Espèce
Classification phylogénétique
Synonymes
- Ramondia myconi
- Ramonda pyrenaica Rich.

Statut de conservation UICN

 LC  : Préoccupation mineure
La ramondie des Pyrénées ou ramonde des Pyrénées (Ramonda myconi (L.) Rchb., 1831) est une espèce de plantes à fleurs  de la famille des Gesnériacées. C'est une est une plante herbacée endémique du massif pyrénéen.

Le genre Ramonda est dédiée à Louis Ramond de Carbonnières par le botaniste Jean Michel Claude Richard. L'espèce myconi est dédiée au botaniste et médecin catalan Francesc Micó (1528-1592; latinisé en Franciscus Myconus) qui fut le premier à découvrir cette plante.
Synonymes
- Ramondia myconi
- Ramonda pyrenaica Rich.

## Description
Cette petite plante est haute de 5 à 15 cm.
Elle forme une rosette aplatie de feuilles ovales, à pétiole court, à limbe profondément crénelé, velu et gaufré, portant de longs poils couleur rouille à la face inférieure.
Plusieurs hampes florales portant de une à cinq fleurs violettes émergent de la rosette basale. Les cinq pétales légèrement inégaux possèdent une touffe de poils orange à leur base. Les cinq étamines sont jaunes et forment un tube au centre de la fleur.

## Floraison
De mai à août.

## Habitat
Rochers calcaires ombragés entre 800 et 2 000 m (rare). La ramondie est un des rares angiospermes capable de reviviscence (capacité à se déshydrater et s'hydrater de façon réversible).

Dans les Pyrénées ariégeoises, l'habitat de prédilection se situe vers 1 000 m sur des escarpements schisteux humides en sous-bois.

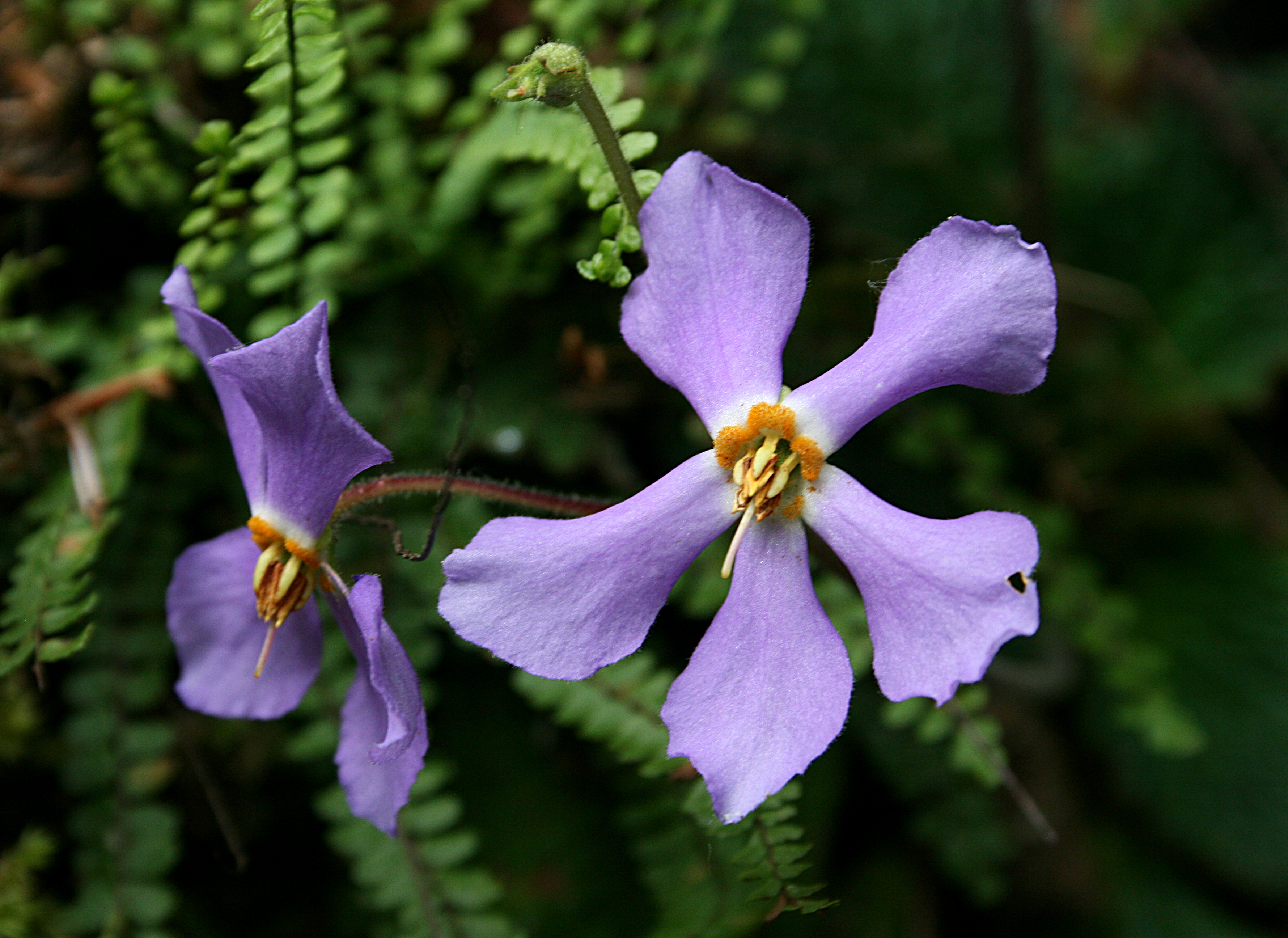
Ramonda myconi au Jardin botanique alpin La Jaÿsinia.
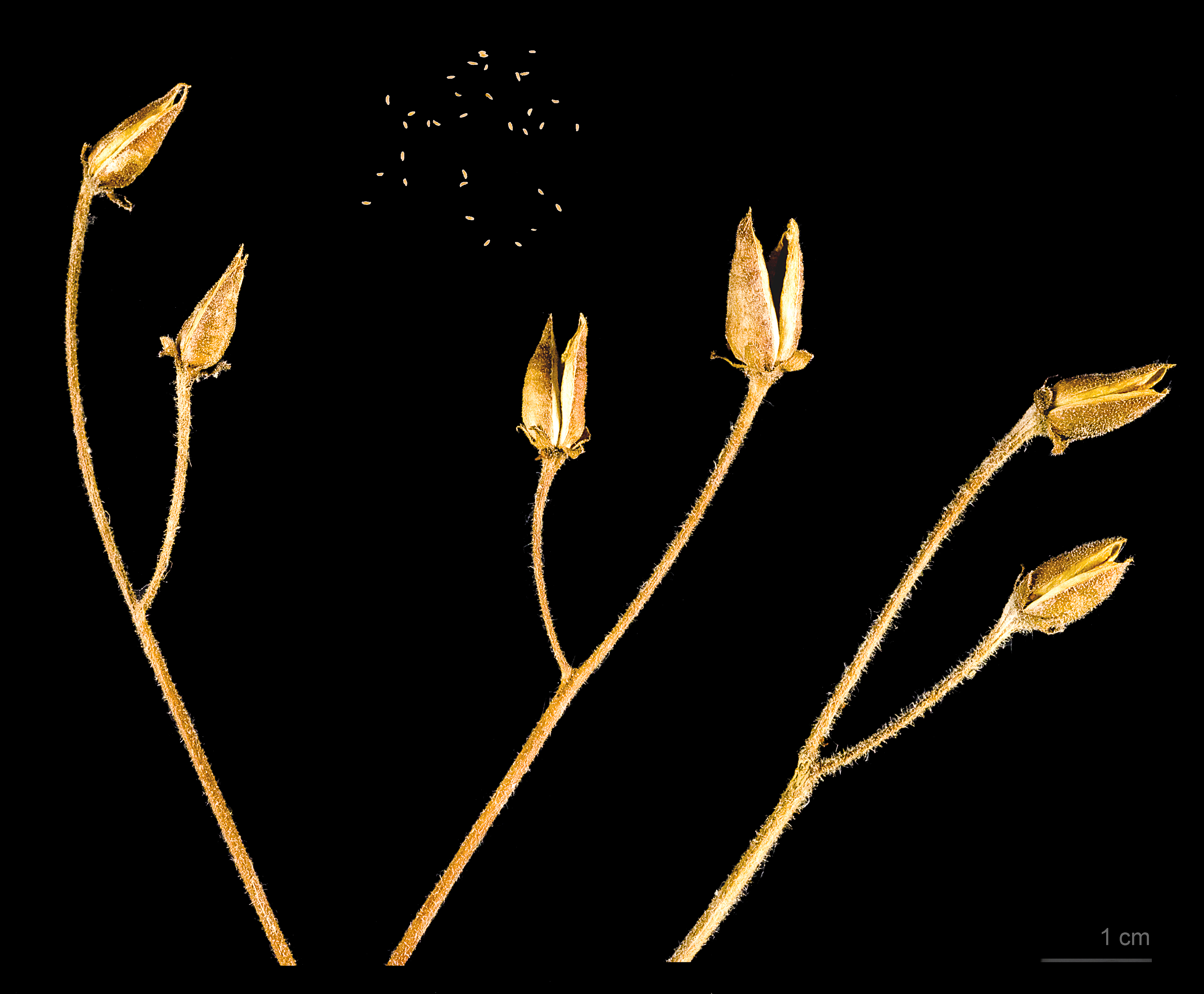
Ramonda myconi au Muséum d'histoire naturelle de Toulouse.

Cette plante est considérée comme un " fossile vivant ".

### Autres " fossiles vivants " de sa famille
Les gesnériacées sont une grande famille tropicale, qui était aussi répandue en Europe au cours de l’ère tertiaire. Seules quatre autres espèces — toutes endémiques des Balkans — ont pu survivre à la glaciation :
- deux autres espèces du genre Ramonda :
  - Ramonda nathaliae Pančić & Petr. à fleurs généralement à 4 pétales[3],
  - Ramonda serbica Pančić à corolle légèrement campanulée[4] ;
- une espèce du genre Haberlea avec une variété :
  - Haberlea rhodopensis Friv[5].
    - var. ferdinandi-coburgii (Urum.) Markova (Syn. Haberlea ferdinandi-coburgii Urum.)[6] ;
- une espèce du genre Jancaea :
  - Jancaea heldreichii (Boiss.) Boiss. (Syn. Ramonda heldreichii (Boiss.) C.B.Clarke), endémique du mont Olympe[7].

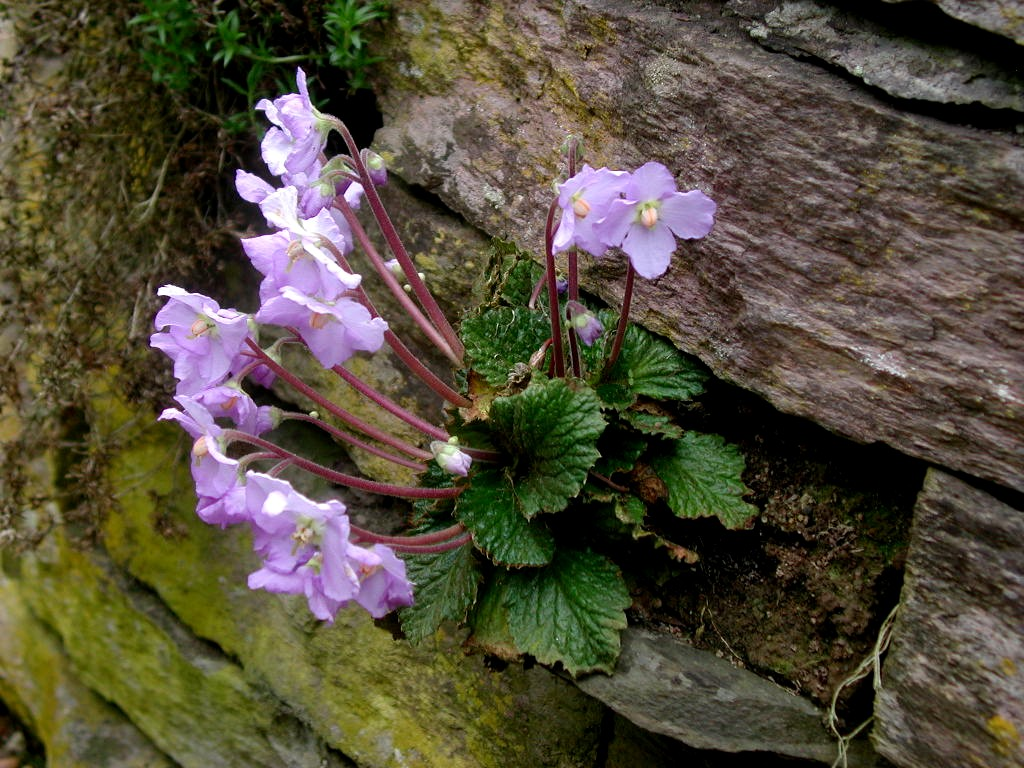
Ramonda nathaliae.
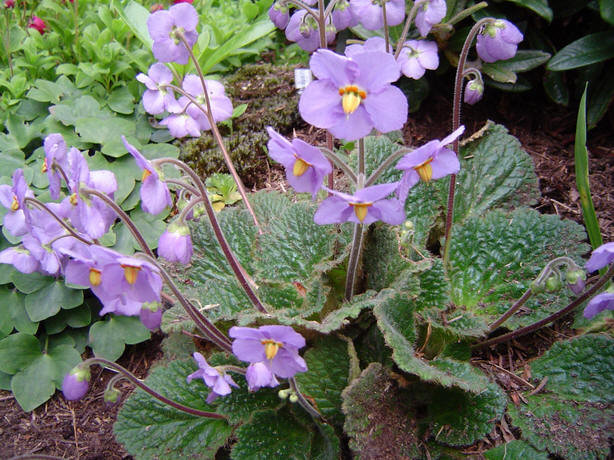
Ramonda serbica.
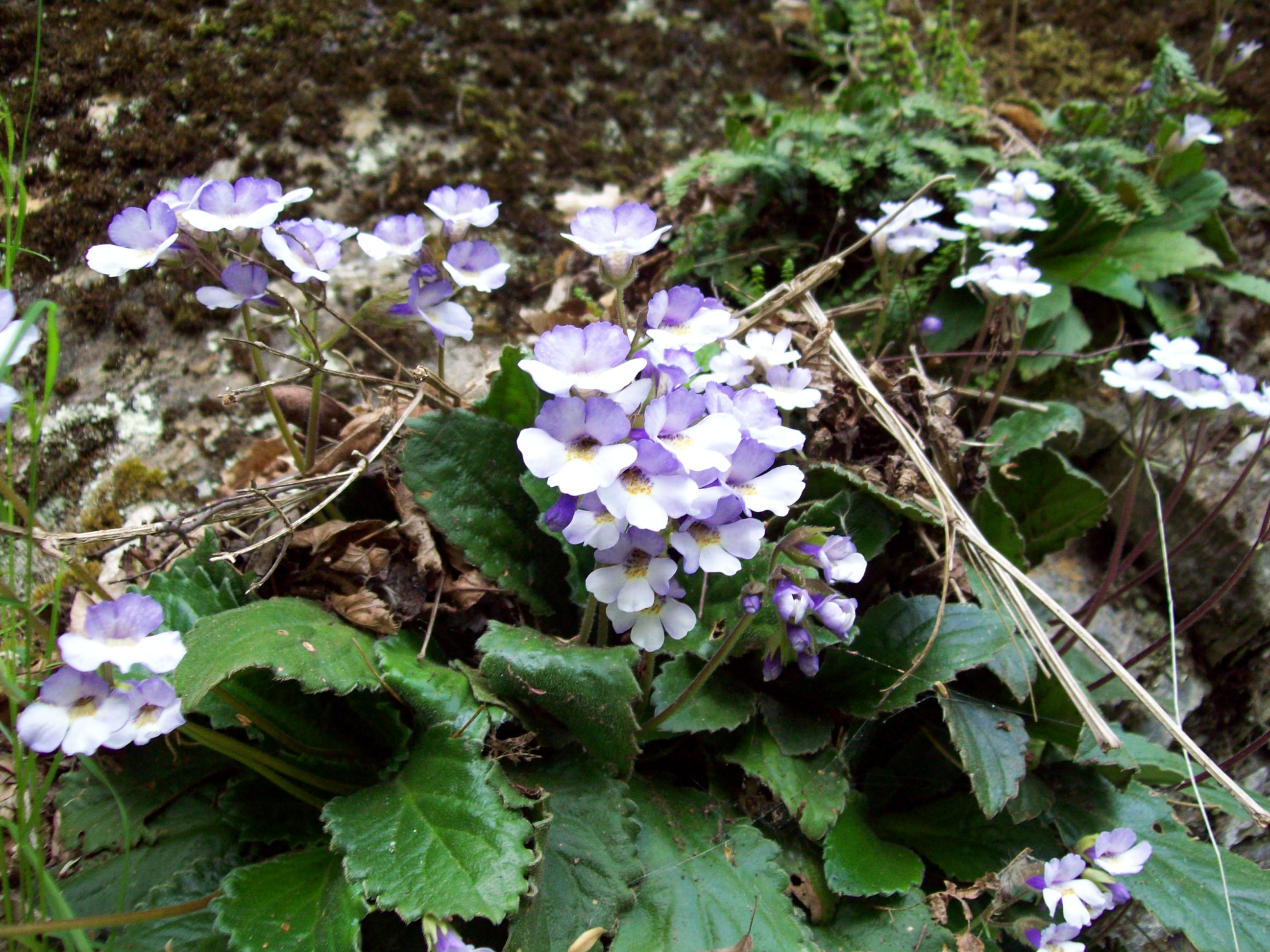
Haberlea rhodopensis en Bulgarie.
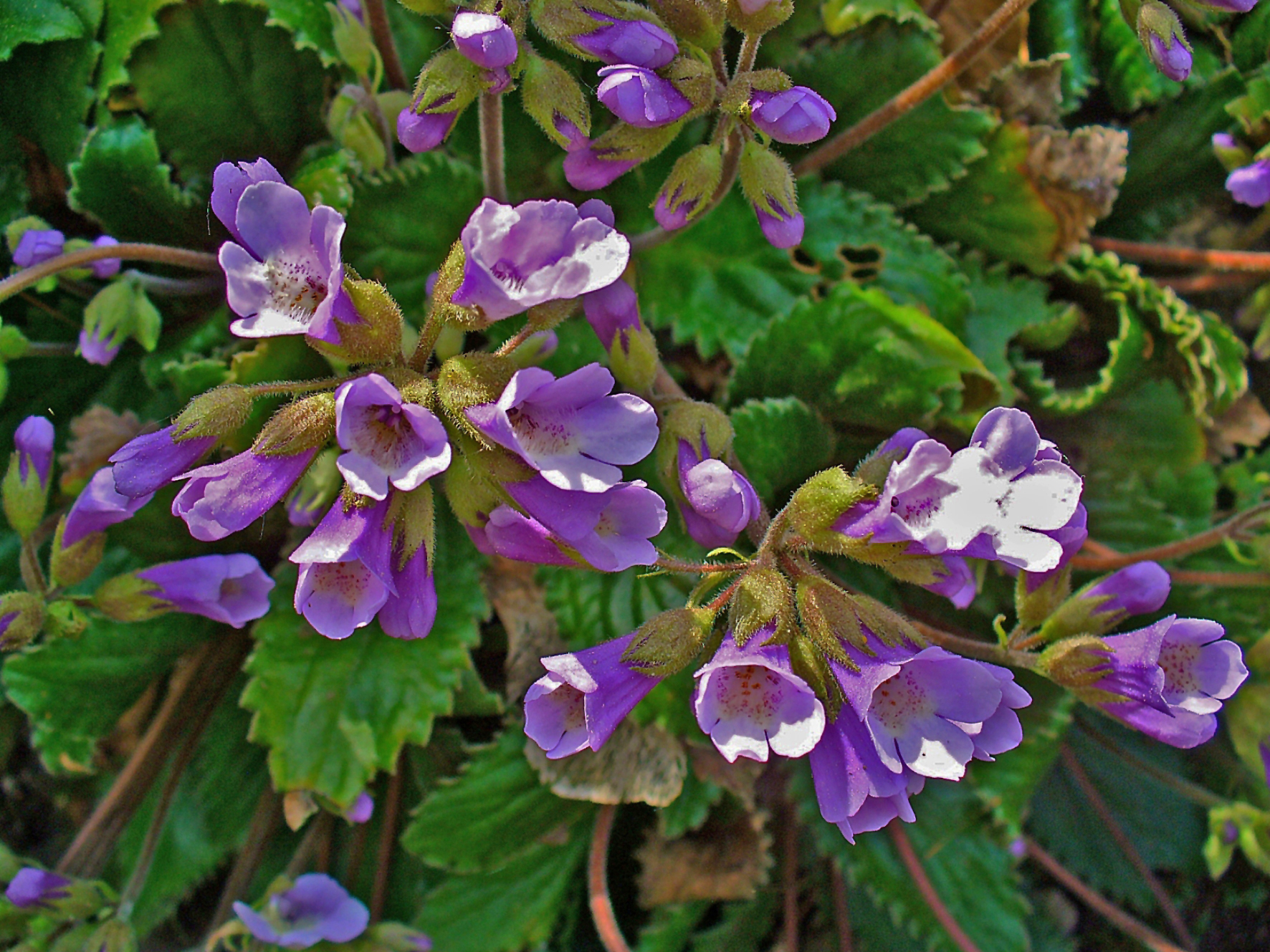
Haberlea rhodopensis var. ferdinandi-coburgii.
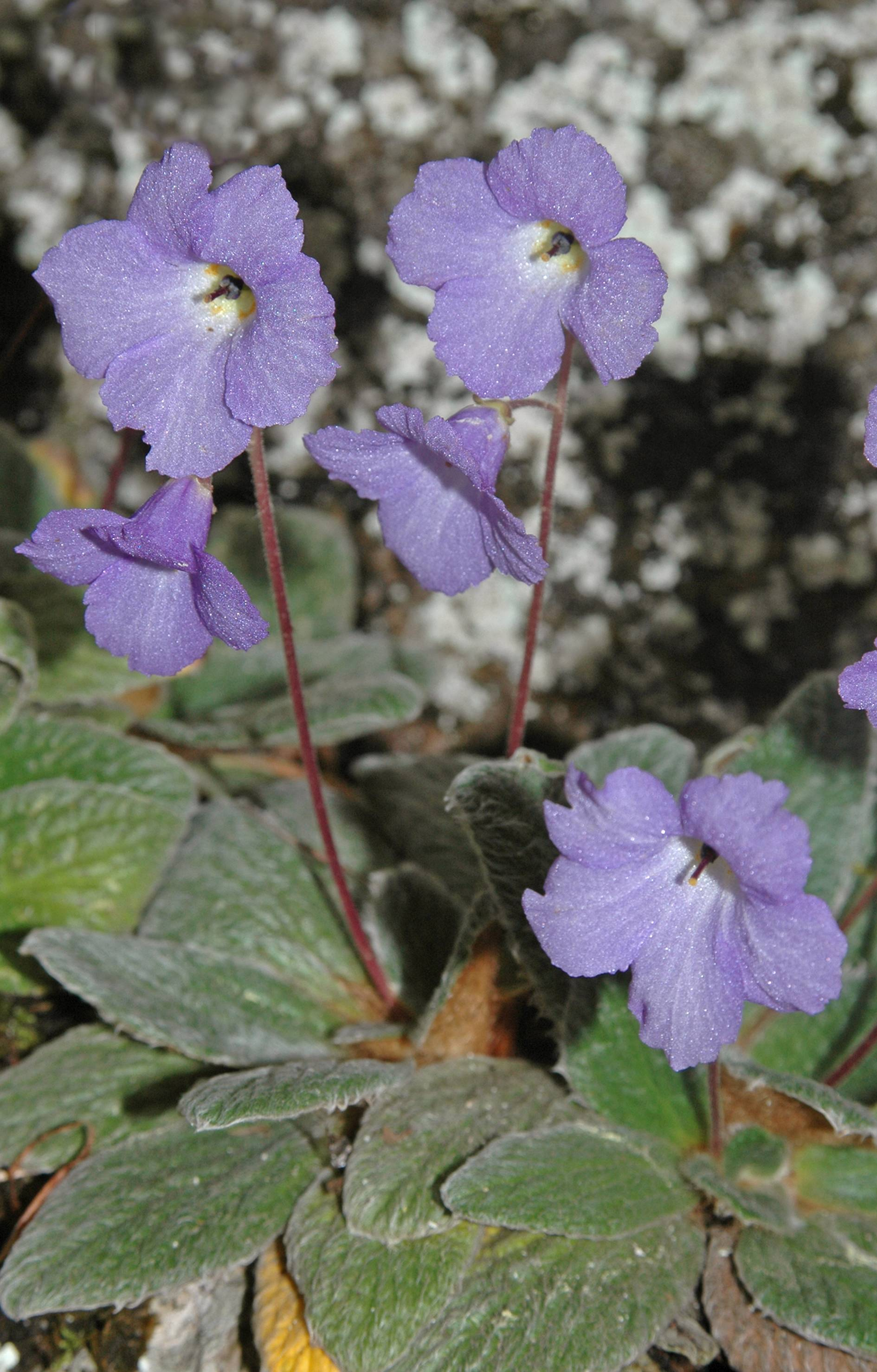
Jancaea heldreichii.

## Sources
1. ↑  J.L. Guignard, Abrégé de Botanique, p. 24, Masson, 1986
2. ↑  Flora europaea - Famille Gesnériacées
3. ↑  Alpine garden society - Ramonda nathaliae
4. ↑  Encyclopedia of Life - Ramonda serbica
5. ↑  Encyclopedia of Life - Haberlea rhodopensis
6. ↑  The Plant List - Haberlea rhodopensis var. ferdinandi-coburgii
7. ↑  Jancaea heldreichii